# Descalvado
Descalvado é um município brasileiro localizado na Região Centro-Leste do estado de São Paulo. Sua população estimada em 2024 pelo IBGE era de 32.622 habitantes.

## Topônimo
A cidade levou o nome do morro do escalvado, que evoluiu para D'escalvado e por fim Descalvado, devido a sua vegetação predominante na parte baixa e em cujo cume predominam formações rochosas.

## História
No início do século XIX, algumas famílias vindas de outros estados, armaram suas tendas em terras do sertão araraquarense. Aí ficaram e mais tarde essas terras constituíram-se em fazendas como Grama, Nova, Caridade e Areia, onde hoje está localizada nossa cidade. Espalhados por esse sertão, viviam índios caingangues da tribos dos Jês, que fugiram logo após a invasão dessas famílias.
No ano de 1820, para cá vieram José Ferreira da Silva e Tomé Manoel Ferreira, que em companhia de outros ampliaram o nosso futuro Município.
José Ferreira da Silva, cumprindo um voto religioso, mandou construir uma pequena capela, sob invocação de Nossa Senhora do Belém. Esta foi inaugurada a 8 de setembro de 1832, onde hoje se acha localizada a Igreja Matriz, que já passou por várias reformas desde a sua inauguração. Esta data entrou para nossa história como Dia do Aniversário da Cidade.
Mais tarde, em 1842, José Ferreira da Silva e sua mulher, Florência Maria de Jesus doaram lotes de terras para quem quisesse construir e habitar, ao redor da capela.
Em 22 de abril de 1865 foi elevado à categoria de Vila do Belém do Descalvado, emancipando-se de Rio Claro, quando foi eleita a primeira Câmara Municipal. E em 1873 foi criada a Comarca.

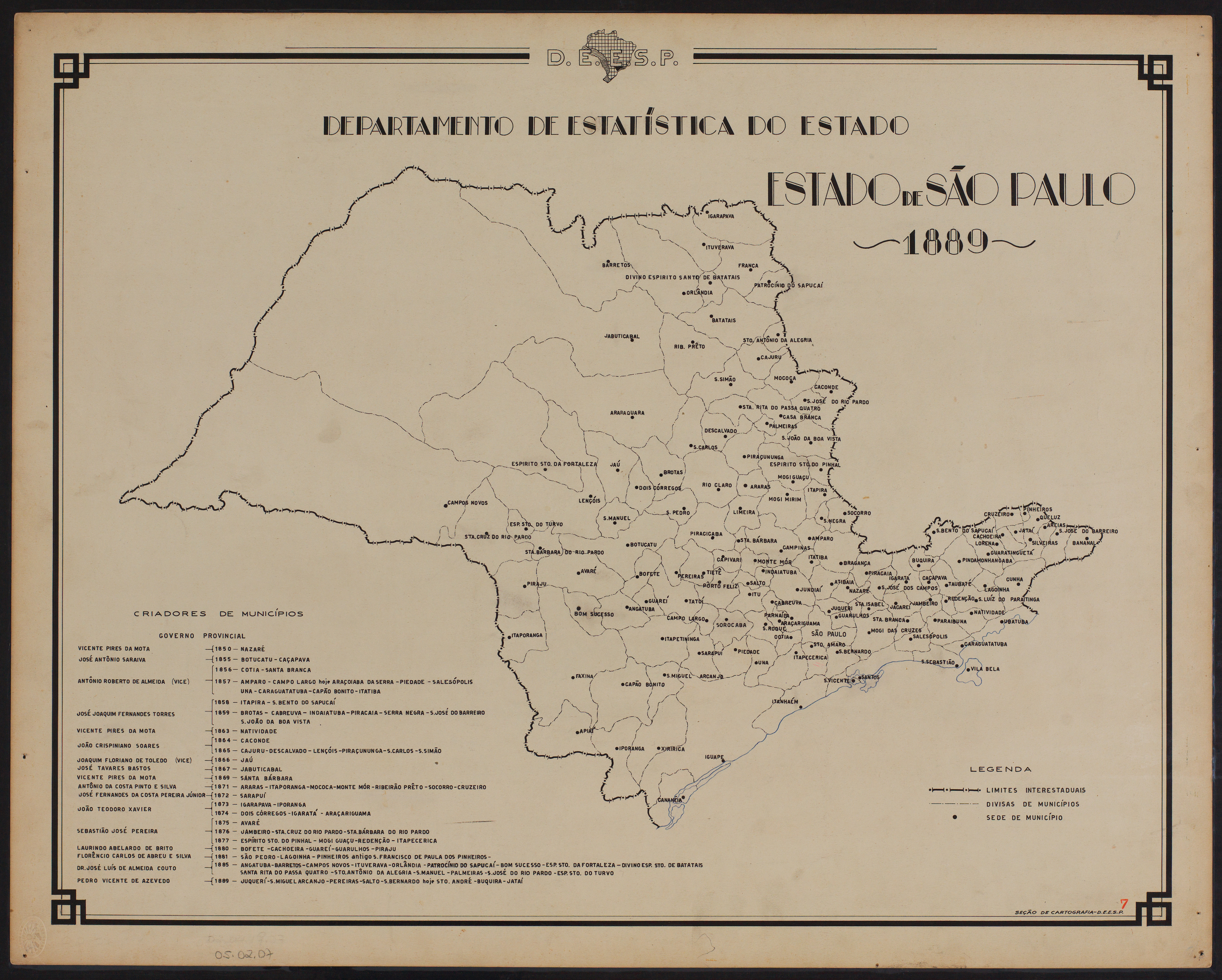
Estado de São Paulo (1889).

Foi motivo de festa a chegada da Imagem de Nossa Senhora do Belém a Descalvado. Ela foi trazida de Rio Claro em um carro-de-bois que pertencia ao Capitão Benvindo Gonçalves Franco, conduzido pelo preto Estevão, seu escravo.
Outro fato histórico importante foi a visita do Imperador D. Pedro II e sua esposa, a Imperatriz Tereza Cristina, a Descalvado, no ano de 1886. Uma menina chamada Maria Grassi saudou os Imperadores, que chegaram às nossas terras por via férrea (Companhia Paulista de Linhas Férreas e Fluviais), inaugurada em 1882.

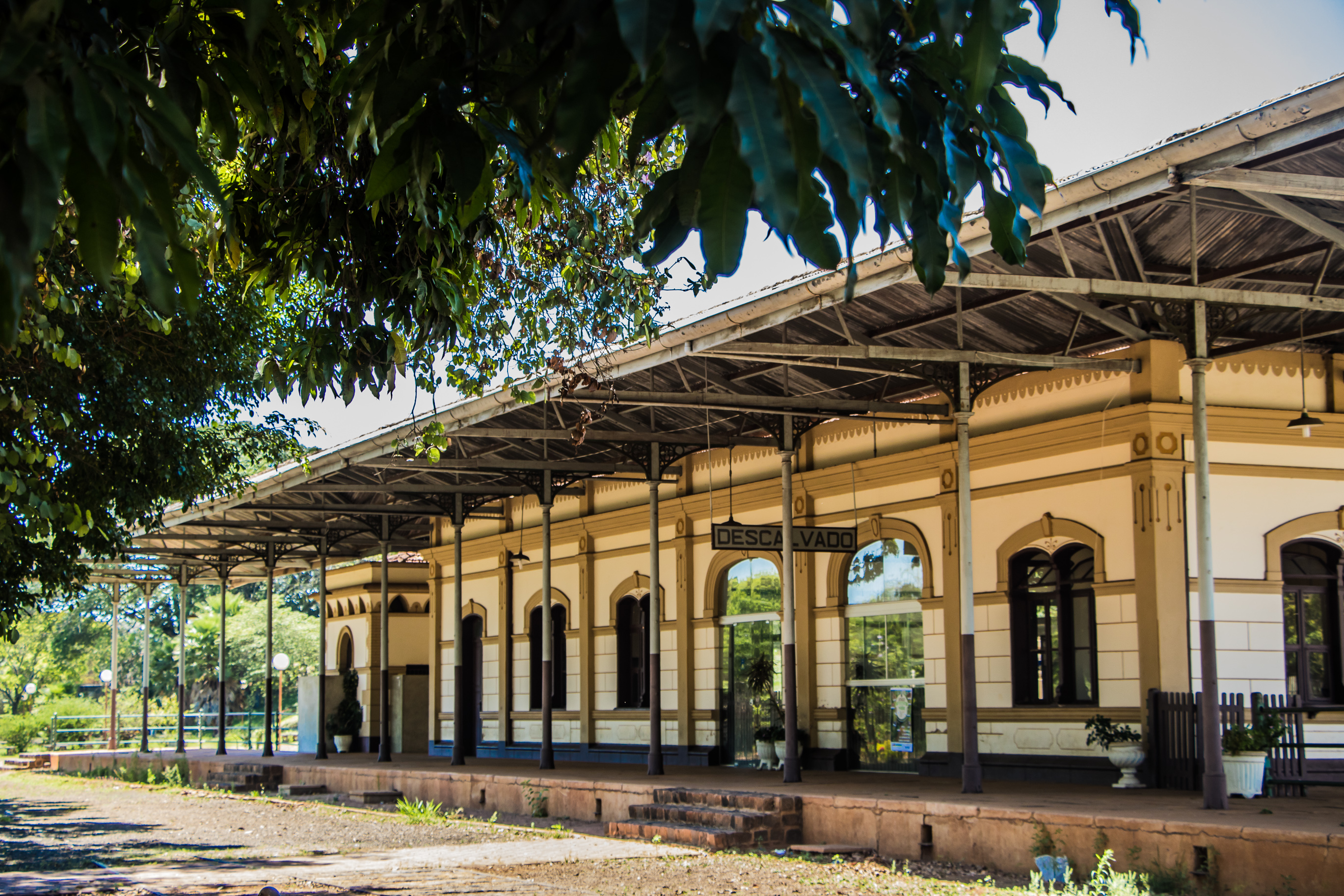
Antiga estação ferroviária.

Após essa visita, o cidadão José Elias de Toledo Lima recebeu o título de Barão do Descalvado.
Nessa época o cultivo nas terras de Descalvado era principalmente café e fumo. Foi também nesse período, construído o ramal férreo que ligou a sede urbana às estações do Salto do Pântano e da Aurora, por onde se embarcava o café.
Em 1889, a então Vila passou à cidade, e a 26 de dezembro de 1908, finalmente teve seu nome simplificado para Descalvado.
Descalvado vem do nome de um morro, o Morro do Descalvado, situado próximo ao limite com Analândia e que teve grande importância para os primeiros povoadores, pois lhes servia como ponto de referência. Embora com muita vegetação ao seu redor, esse morro era calvo ou escalvado (sem vegetação) em seu topo.
No ano de 1924 uma rodovia de terra ligou Descalvado a Porto Ferreira e São Carlos, hoje com novo trajeto e totalmente asfaltada recebe o nome de Rodovia Dr. Paulo Lauro e Dep. Vicente Botta, em homenagem ao único descalvadense que foi Deputado Federal e Prefeito da Capital do Estado.
O município possui várias escolas espalhadas pelas zonas rural e urbana, sendo a mais antiga a Escola Coronel Tobias, criada em 1903.
Descalvado foi um grande produtor de café e fumo e viveu também uma curta fase industrial (fiação e tecelagem). A partir da decadência dessas atividades, Descalvado dedicou-se à avicultura, tornando-se a “Capital do Frango de Corte”.
Hoje, Descalvado conta com diversas atividades agropecuárias como, cana-de-açúcar, citricultura, milho, soja, café, pecuária leiteira, etc… e atividades industriais, destacando-se: a mineral, de doces caseiros, de implementos avícolas e agrícolas, de metalurgia, de rações para avicultura e pecuária, cerâmicas artísticas e outras.

## Geografia

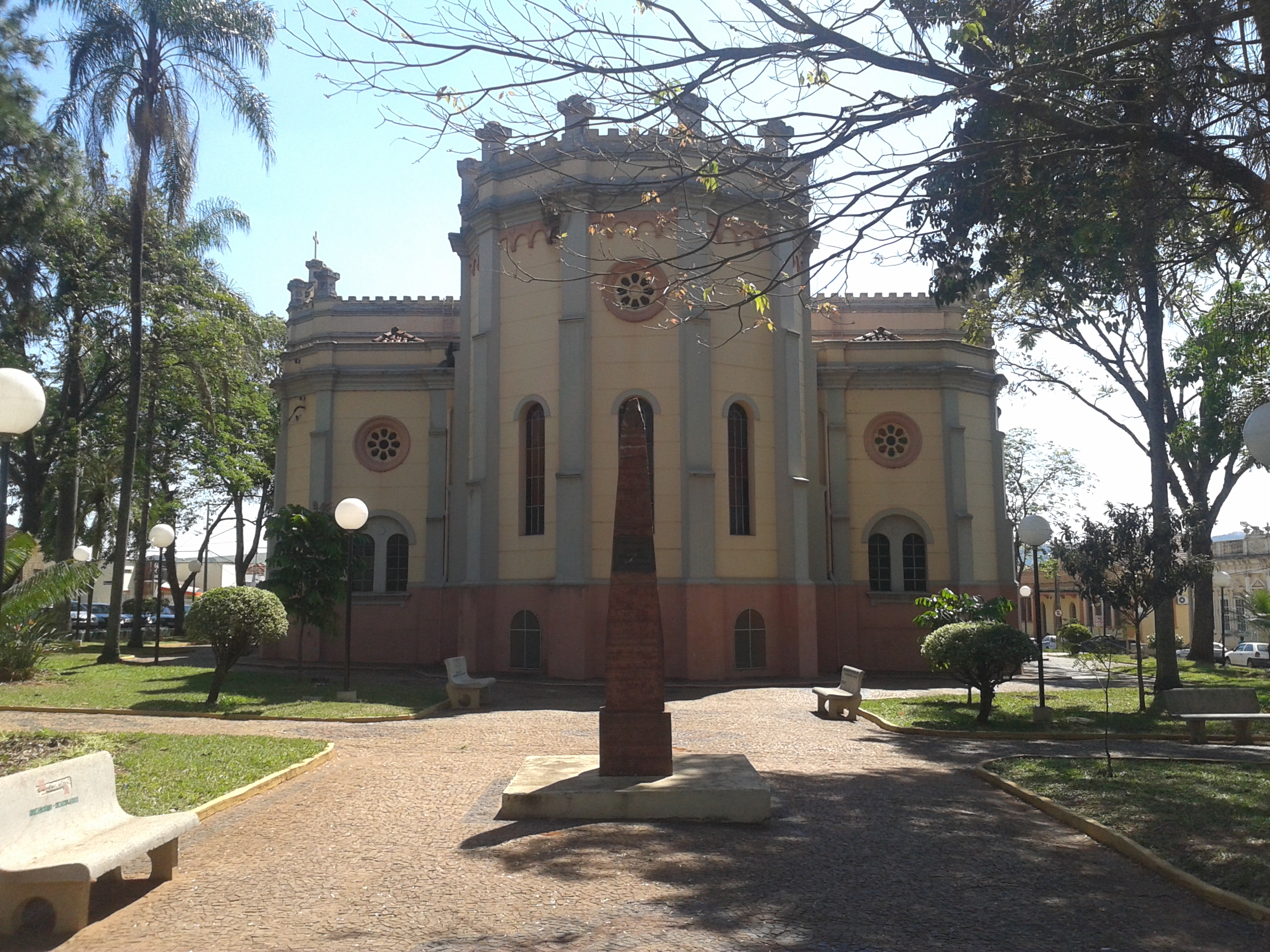
Praca do Centenário.

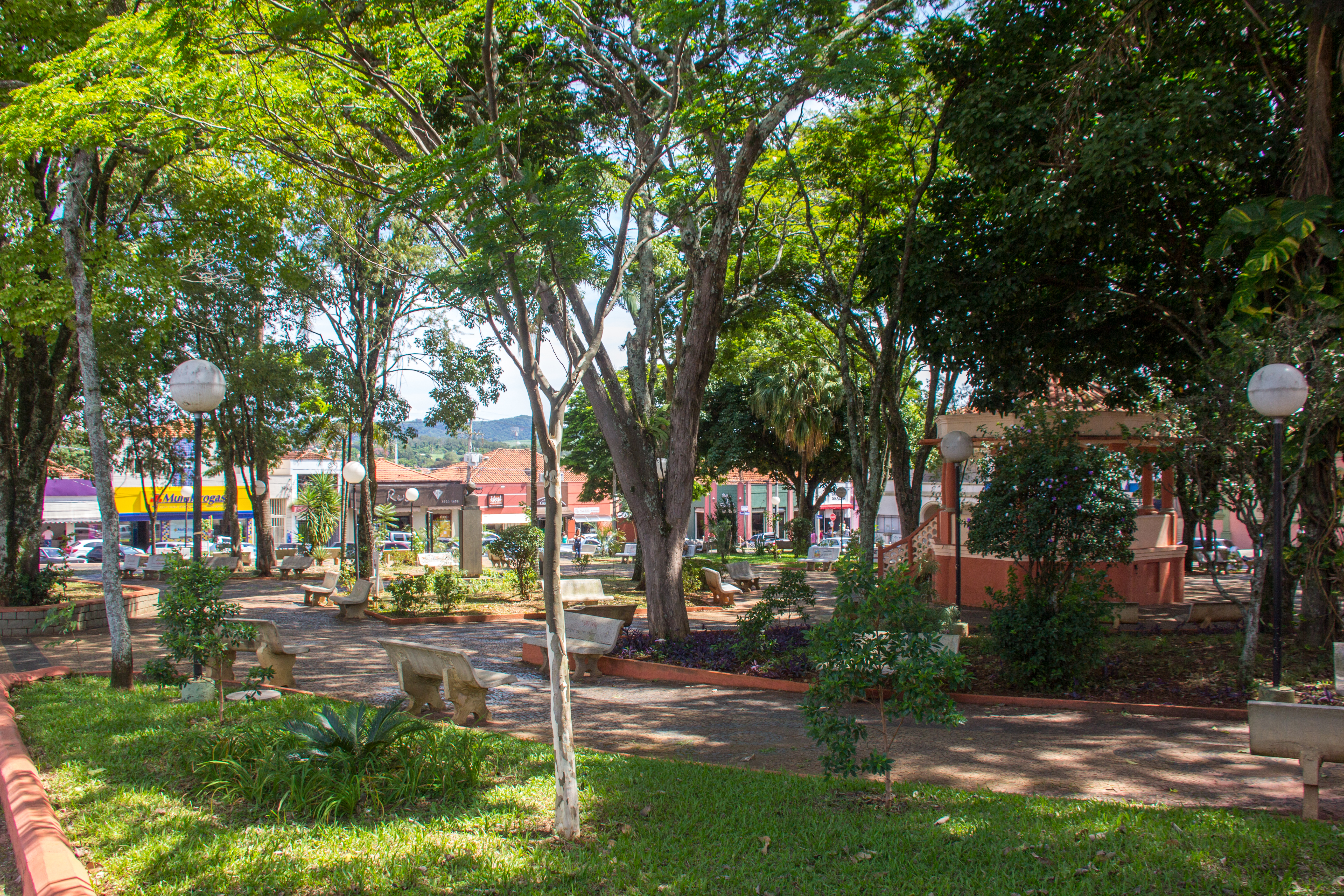
Praça Nossa Senhora do Belém.

Localiza-se a uma latitude 21º54'14" sul e a uma longitude 47º37'10" oeste, estando a uma altitude de 679 metros. Possui uma área de 753,7 km².

### Hidrografia
- Rio Mogi-Guaçu
- Rio do Pântano
- Córregos: Olaria, Anhumas, Cajuru, Capivara, Descaroçador, São João, Campo, Matança, Espraiado, Ipiranga, Barra Grande ou Água Vermelha, Paraíso, Jacutinga, Paiolonho, Santa Rosa, Patos, Gaviãozinho, Água Podre, Sujo, Santa Eulália, Água Limpa, Capetinga, Santo Antonio, Cajuru, São Domingos, Cateto, São Rafael, Sapé, Prata, Gasoso, Serrinha, Bebedouro, Ibicoara, Gregório, Bomba, João Porto, Tabôa, Jatobá, Vila Nova, Tamanduá, Pinheirinho, Montes Claros, Capão Alto, Olho D'Água, Água Choca, João Bias e Buraco da Onça.[7]

### Vegetação
Os solos pobres (25%) são usados como pastos ou ainda cobertos para vegetação dos campos cerrados. Orografia: Serra do Descalvado: localizada ao sul do município com altura aproximada de 900 metros; Morro do Descalvado: morro que deu nome a cidade, localizado ao sul do município com altura variando de 750 a 900 metros.

### Clima
O clima é quente e temperado. Há muito mais pluviosidade no verão que no inverno. Segundo a Köppen e Geiger a classificação do clima é Cwa. 20.3 °C é a temperatura média. A pluviosidade média anual é 1365 mm.
| Dados Climatológicos para Descalvado |      |      |      |      |      |      |      |      |      |      |      |      |
| Mês                                  | Jan  | Fev  | Mar  | Abr  | Mai  | Jun  | Jul  | Ago  | Set  | Out  | Nov  | Dez  |
| Temperatura média (°C)               | 22.7 | 22.8 | 22.2 | 20.6 | 18.1 | 16.7 | 16.8 | 18.5 | 20   | 21.2 | 22   | 22.1 |
| Temperatura mínima (°C)              | 17.6 | 17.5 | 16.8 | 14.9 | 12   | 10.4 | 10.2 | 12.1 | 13.9 | 15.7 | 17.2 | 16.7 |
| Temperatura máxima (°C)              | 27.9 | 28.1 | 27.7 | 26.3 | 24.3 | 23.1 | 23.5 | 24.9 | 26.1 | 26.8 | 26.8 | 27.6 |
| Temperatura média (°F)               | 72.9 | 73.0 | 72.0 | 69.1 | 64.6 | 62.1 | 62.2 | 65.3 | 68.0 | 70.2 | 71.6 | 71.8 |
| Temperatura mínima (°F)              | 63.7 | 63.5 | 62.2 | 58.8 | 53.6 | 50.7 | 50.4 | 53.8 | 57.0 | 60.3 | 63.0 | 62.1 |
| Temperatura máxima (°F)              | 82.2 | 82.6 | 81.9 | 79.3 | 75.7 | 73.6 | 74.3 | 76.8 | 79.0 | 80.2 | 80.2 | 81.7 |
| Chuva (mm)                           | 257  | 210  | 160  | 50   | 42   | 34   | 21   | 24   | 52   | 130  | 162  | 223  |
| Fonte: Climate-Data.org              |      |      |      |      |      |      |      |      |      |      |      |      |

### Rodovias
- SP-215 - Rodovia Dep. Vicente Botta

### Ferrovias
- Ramal de Descalvado da antiga Companhia Paulista de Estradas de Ferro

O município possui um trecho do ramal ferroviário ainda restante, embora em muitas partes coberto por terra ou em algumas partes por asfalto, porém ainda podendo ser reaproveitado futuramente. O ramal por completo foi desativado em 1990 e extinto entre os anos de 1997 e 2003.

## Demografia
Evolução demográfica de Descalvado (1872-2024), em hab.

### Dinâmica populacional

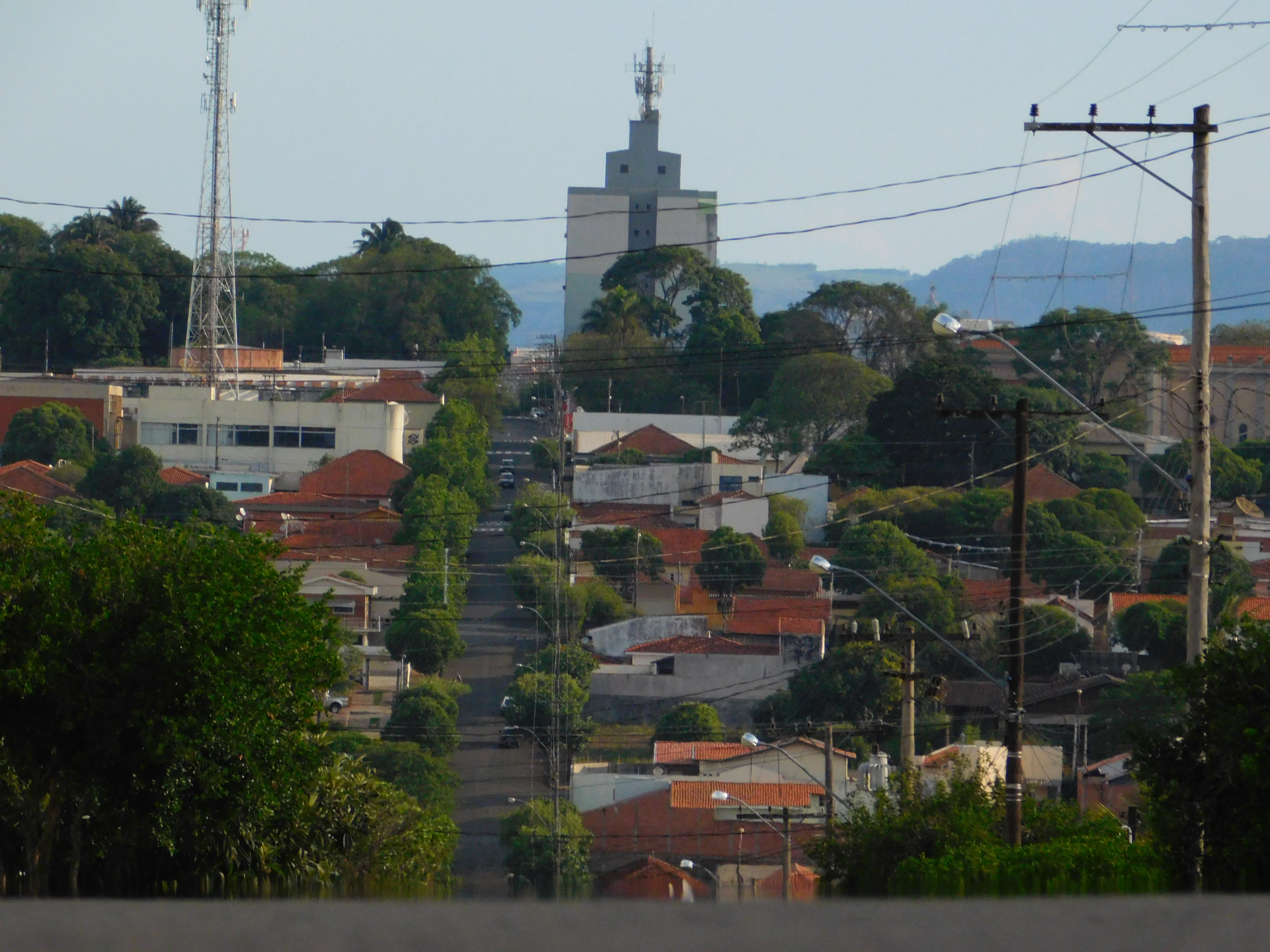
Vista da cidade.

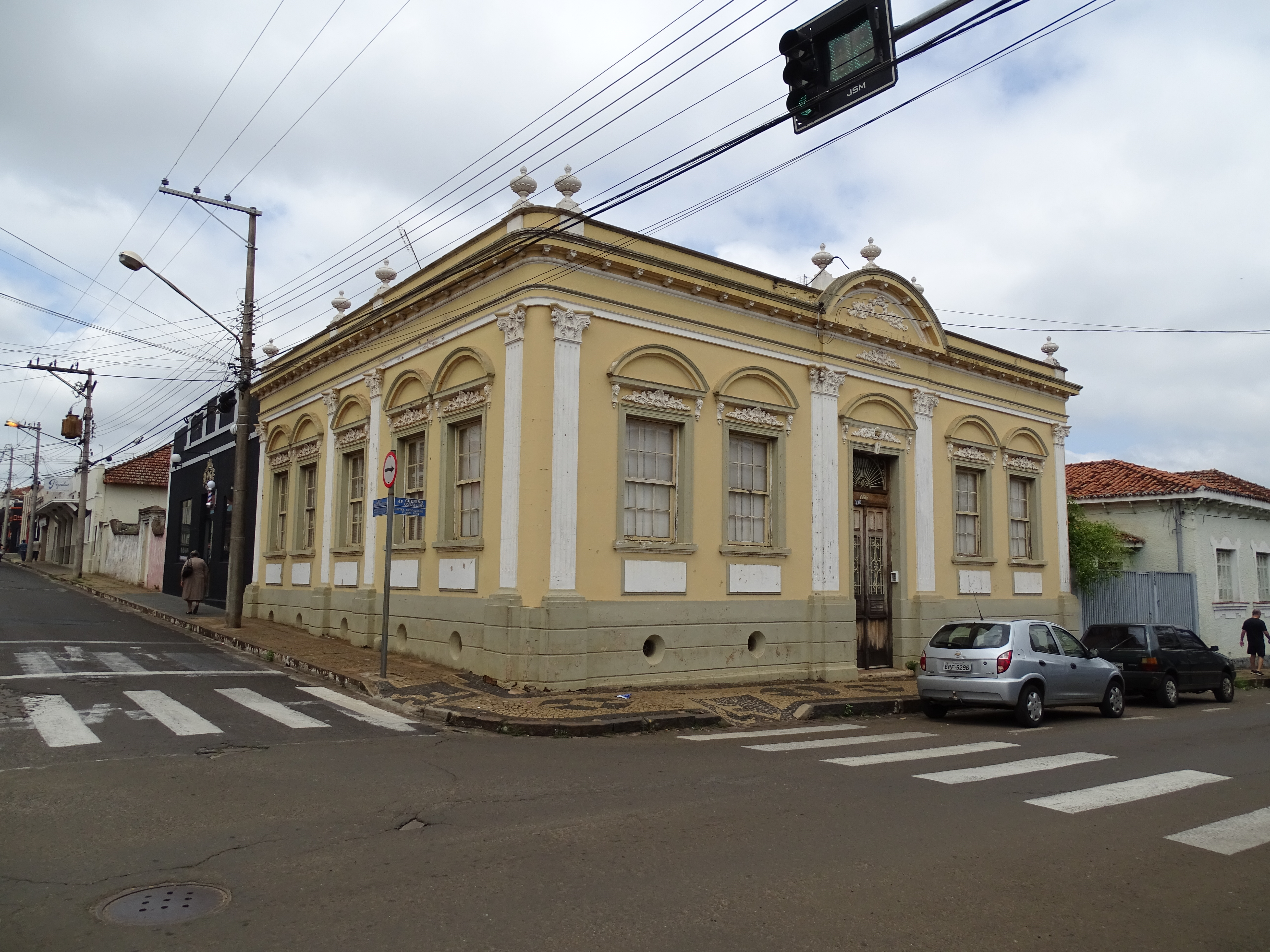
Casarão histórico.

Entre 2000 e 2010, a população de Descalvado cresceu a uma taxa média anual de 0,71%, enquanto no Brasil foi de 1,17%, no mesmo período. Nesta década, a taxa de urbanização do município passou de 83,45% para 89,23%. Em 2010 viviam, no município, 31.056 pessoas.
Entre 1991 e 2000, a população do município cresceu a uma taxa média anual de 1,25%. Na UF, esta taxa foi de 1,78%, enquanto no Brasil foi de 1,63%, no mesmo período. Na década, a taxa de urbanização do município passou de 80,95% para 83,45%.

### Dados demográficos
Dados do Censo - 2010
População Total: 33,718 (2019)
- População Urbana: 27.702
- Rural: 3.351
- Homens: 15.329
- Mulheres: 15.727
- Alfabetizados: 27.482
- Analfabetos: 3.574
- Densidade demográfica (hab./km²): 41,20
- Mortalidade infantil até 1 ano (por mil): 8,36
- Expectativa de vida (anos): 74,42
- Taxa de fecundidade (filhos por mulher): 2,23
- Taxa de Alfabetização: 91,84%
- Índice de Desenvolvimento Humano (IDH-M): 0,820
- IDH-M Renda: 0,755
- IDH-M Longevidade: 0,824
- IDH-M Educação: 0,880

(Fonte: IPEADATA)

## Política e administração
- Lista de prefeitos de Descalvado

## Economia

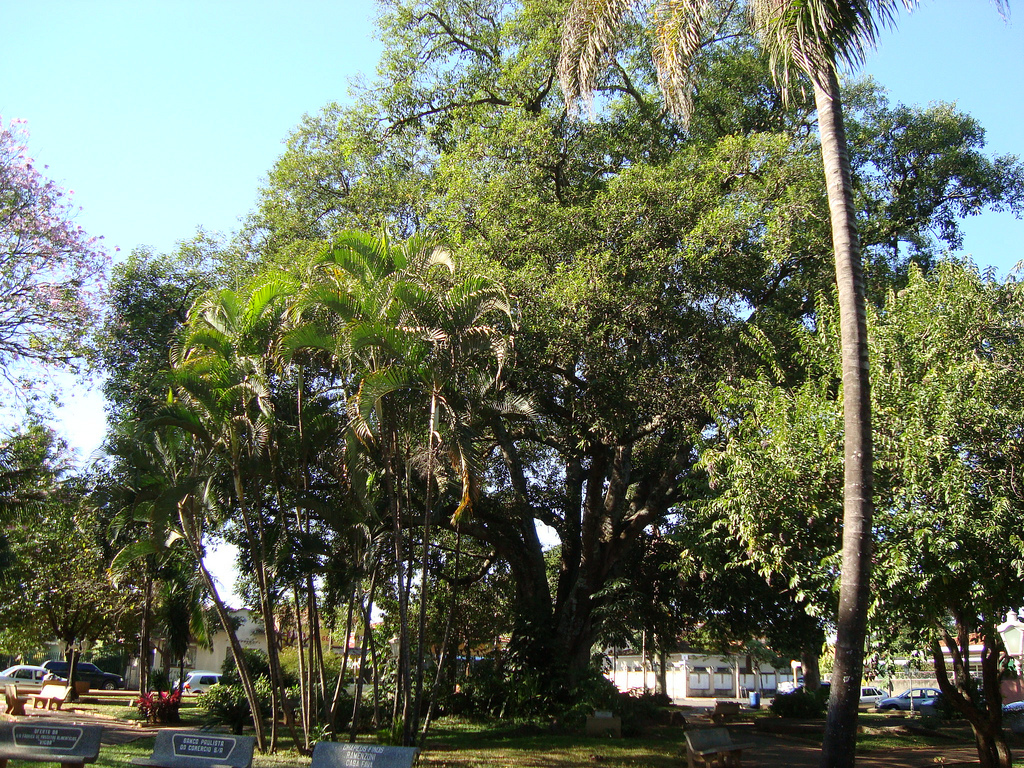
Figueira Centenária na Praça Barão do Rio Branco.

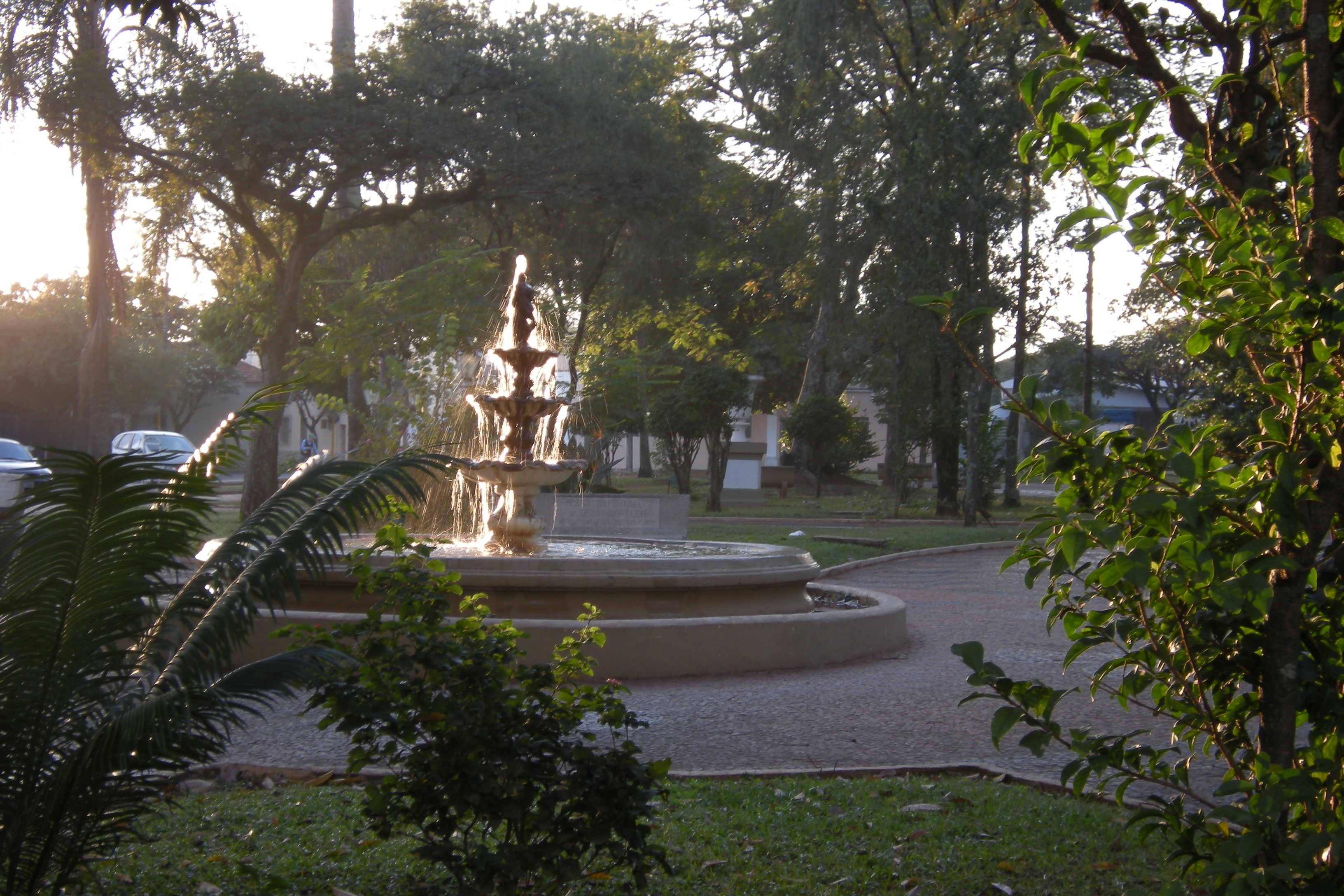
Fonte na Praça Barão do Rio Branco.

### Agropecuária
A agricultura é uma das principais atividades econômicas do município, com destaque para o cultivo de cana-de-açúcar. Descalvado conta com uma usina de processamento, responsável pelo esmagamento de 1.390 toneladas de cana por ano, resultando na produção de 115.024 toneladas/ ano de açúcar e 43.441 m³ /ano de etanol, inserindo o município no contexto global dos biocombustíveis. O município também fornece matéria-prima para outras três usinas instaladas na região.
Entre os destaques da pecuária, está a produção de leite e de frangos de corte. O município é sede do Centro Avançado de Tecnologia do Agronegócio Avícola do Instituto Biológico, que desenvolve pesquisas na área de sanidade e manejo de frangos, sendo uma referência para o Estado de São Paulo.

### Comércio
O comércio atende às necessidades da cidade e da região e se concentra em dois corredores comerciais, com destaque para presença de grandes redes varejistas e a variedade de produtos oferecidos (eletroeletrônicos, vestuário, móveis, alimentícios, cosméticos) nos mais de 600 estabelecimentos instalados.
O setor de serviços é um dos mais desenvolvidos do município, com uma rede de 1.300 prestadores de serviços. Descalvado possui também 7 agências bancárias e 2 estabelecimentos de crédito, a Crediguaçu e o Banco do Povo Paulista.

### Indústria
A atividade industrial é marcada pela presença de 74 indústrias de diversos segmentos, algumas delas de grande porte e representatividade nacional e internacional. Em relação aos produtos "Pet", a atividade é ancorada pela presença de grandes produtores nacionais e mundiais de nutrição animal, como a Royal Canin.
Descalvado constitui também uma das maiores reservas naturais de areia utilizada nas indústrias de vidro e fundição, encontrada em poucas regiões do país. Os cerca de 2 milhões de toneladas de areia industrial extraídas anualmente no município abastecem 70% do mercado nacional de embalagens e 90% do mercado de fundição.

## Infraestrutura

### Saúde

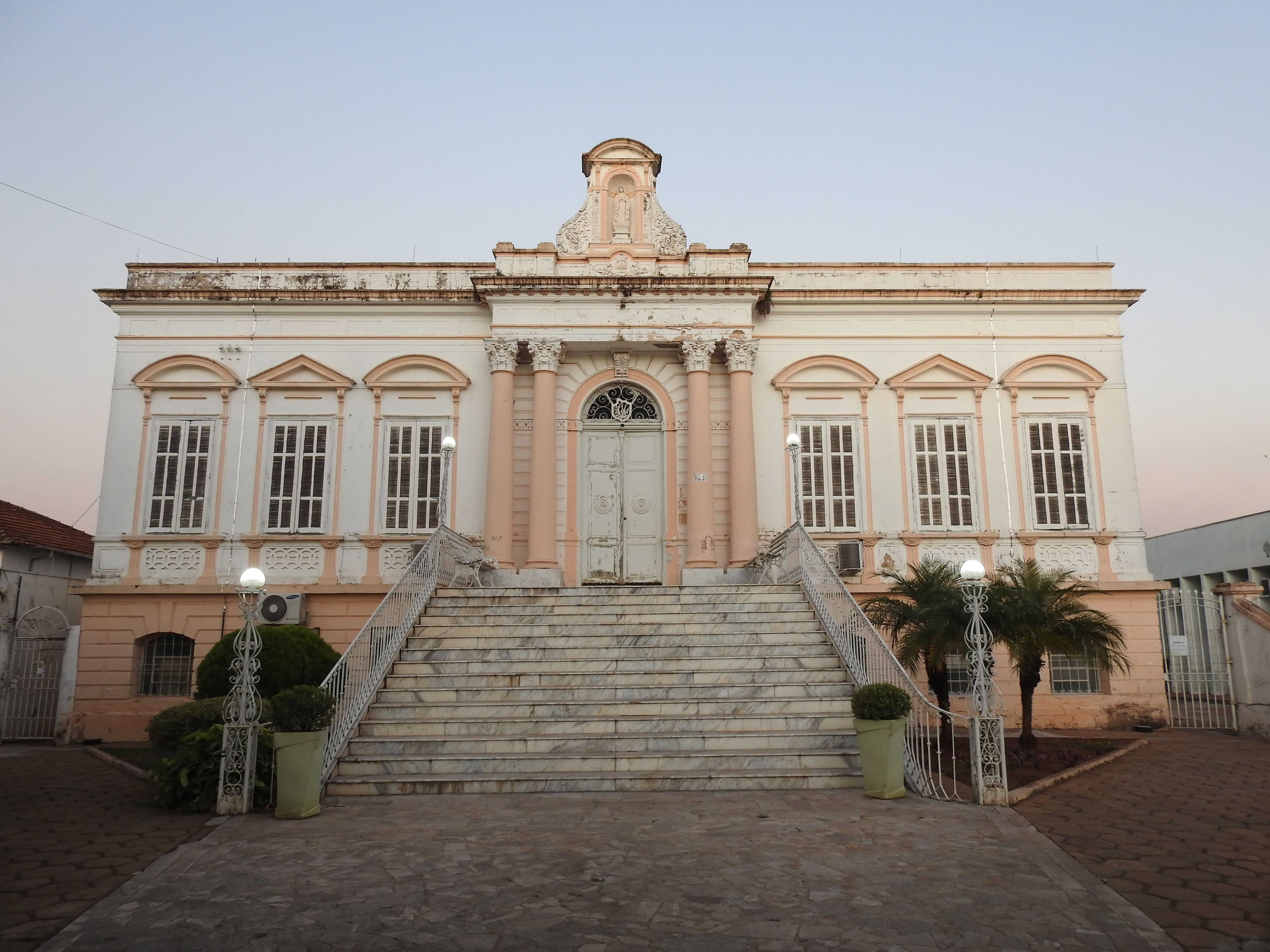
Santa Casa de Descalvado.

A taxa de mortalidade infantil média na cidade é de 8.36 para 1.000 nascidos vivos. As internações devido a diarreias são de 0.4 para cada 1.000 habitantes. Comparado com todos os municípios do estado, fica nas posições 366 de 645 e 290 de 645, respectivamente. Quando comparado a cidades do Brasil todo, essas posições são de 3478 de 5570 e 3606 de 5570, respectivamente.

### Educação

#### Instituições Públicas
- E.M.E.I. Professora Vânia Aparecida Zago[14]
- E.M.E.I. Professora Terezinha Machado[14]
- E.M.E.I. José Canônico Monsenhor[14]
- E.M.E.I. Luiz Dias Alvarenga[14]
- E.M.E.I. Maria de Lourdes Delalibera Benini[14]
- E.M.E.I. Mario Franceschini[14]
- E.M.E.I. Paulo Roberto Jordão[14]
- E.M.E.I. Renata Salzano Gentil[14]
- E.M.E.F. Coronel Tobias, cujo prédio centenário é tombado pelo CONDEPHAAT[14]

- E.M.E.F. Dirce Sartori Serpentino[14]

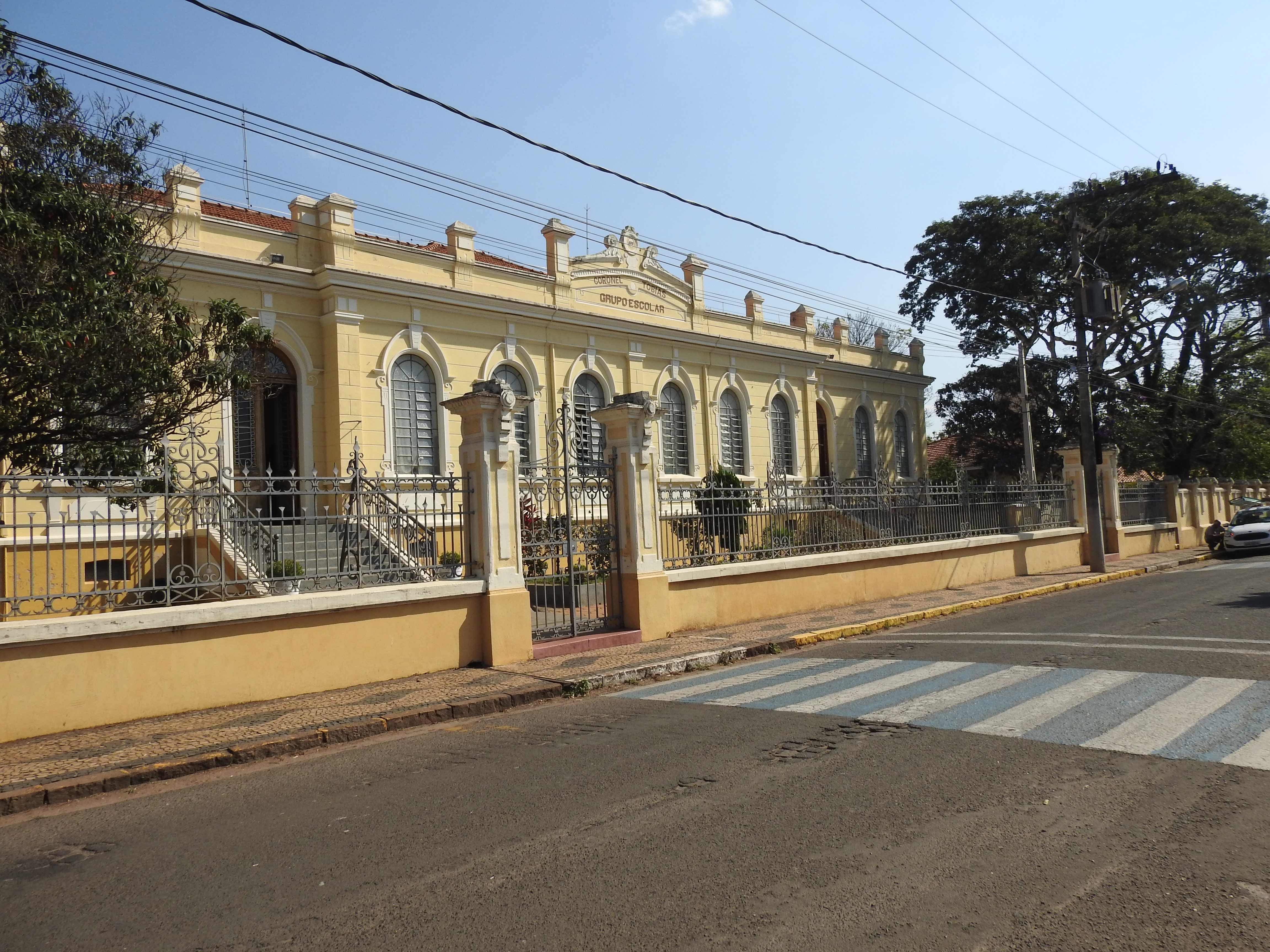
E.M.E.F. Coronel Tobias.

- E.M.E.F. Francisco Fernando Faria da Cunha[14]
- E.M.E.F. Andrelino Casare[14]
- E.M.E.F. Edna Maria do Amaral Marini[14]
- E.M.E.F. Thereza dos Anjos Puoli[14]
- E.M.E.F. CAIC Doutor Cid Muniz Barreto[14]
- E.M.E.F. Maria Sylvia Traldi de Marco[14]
- E.M.E.F. Padre Orestes Ladeira[14]
- E.E. José Ferreira da Silva[14]

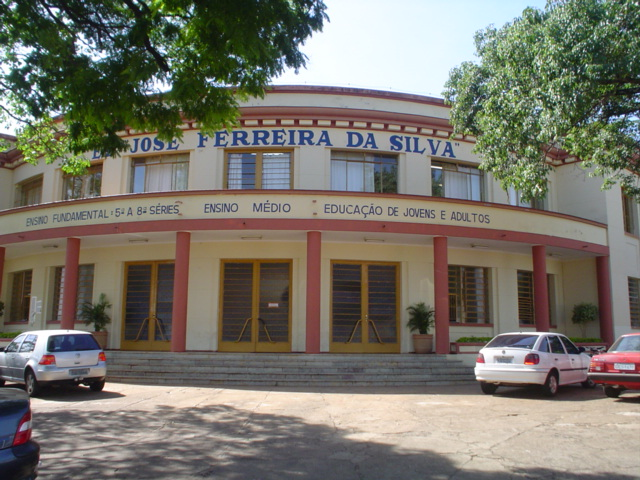
Escola Estadual José Ferreira da Silva.

- E.E. Professor Luciano Ivo Tognetti[14]
- Creche Municipal Gustavo Sicchiroli Guimarães[14]
- Creche Professora Mathilde de Freitas Cirelli[14]
- Creche Professora Paula Cristina Xavier[14]
- Creche Municipal Vanessa Cristina de Almeida[14]

#### Instituições Privadas
- Centro Educacional SESI 205
- Cooperativa de Educação Descalvadense Anglo (CEDESC)
- Colégio Objetivo
- Universidade Brasil[15]

### Comunicações
O sistema de telefones automáticos foi inaugurado na cidade em 1966 pela Telefônica Descalvado. Já o sistema de discagem direta à distância (DDD) foi implantado em 1978 pela Telecomunicações de São Paulo (TELESP) com o código de área (0195).
Na década de 90 o código DDD da cidade foi alterado para (019), para padronização do sistema telefônico com a telefonia celular que estava sendo implantada em todo o estado.

## Cultura e lazer

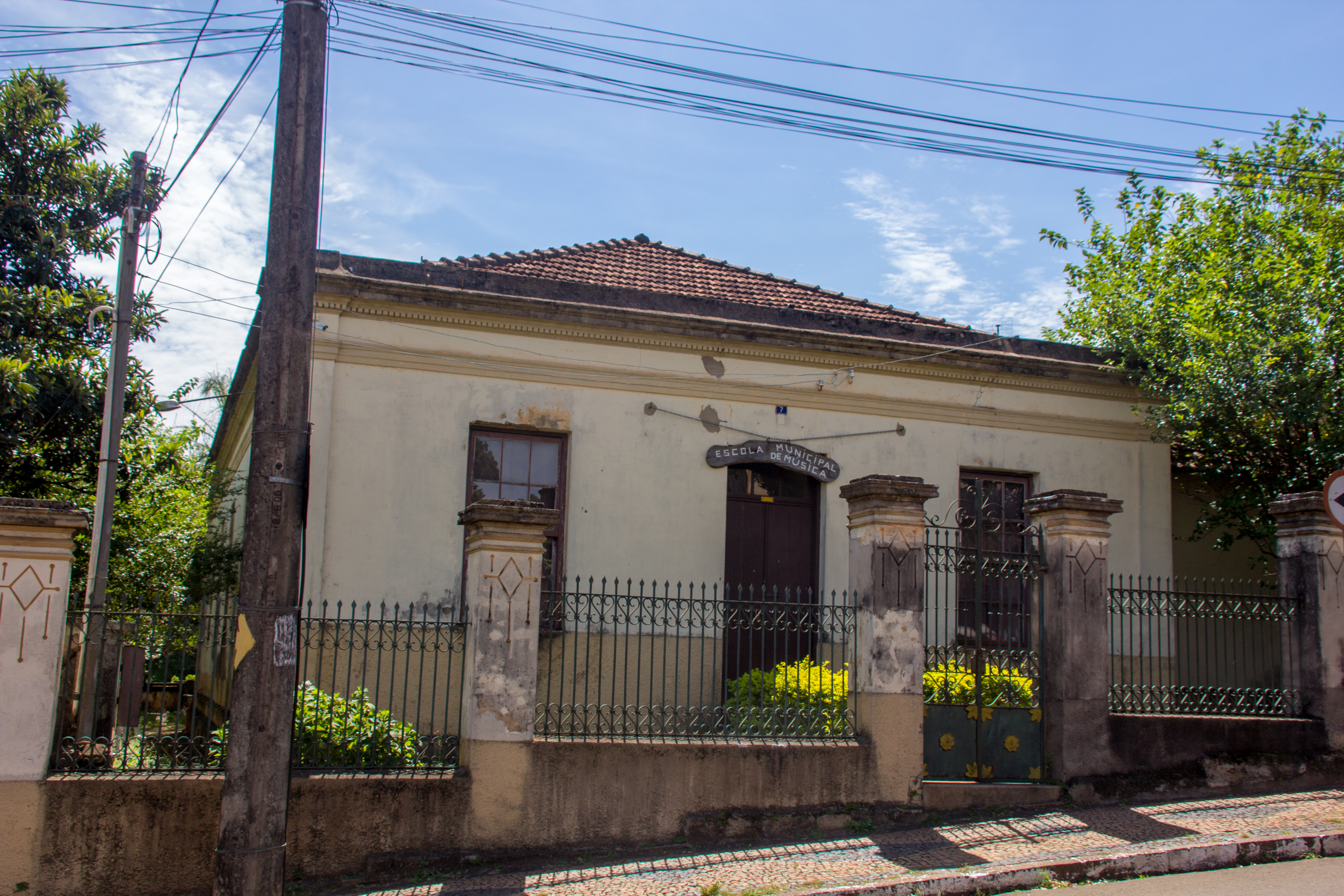
Escola Municipal de Música.

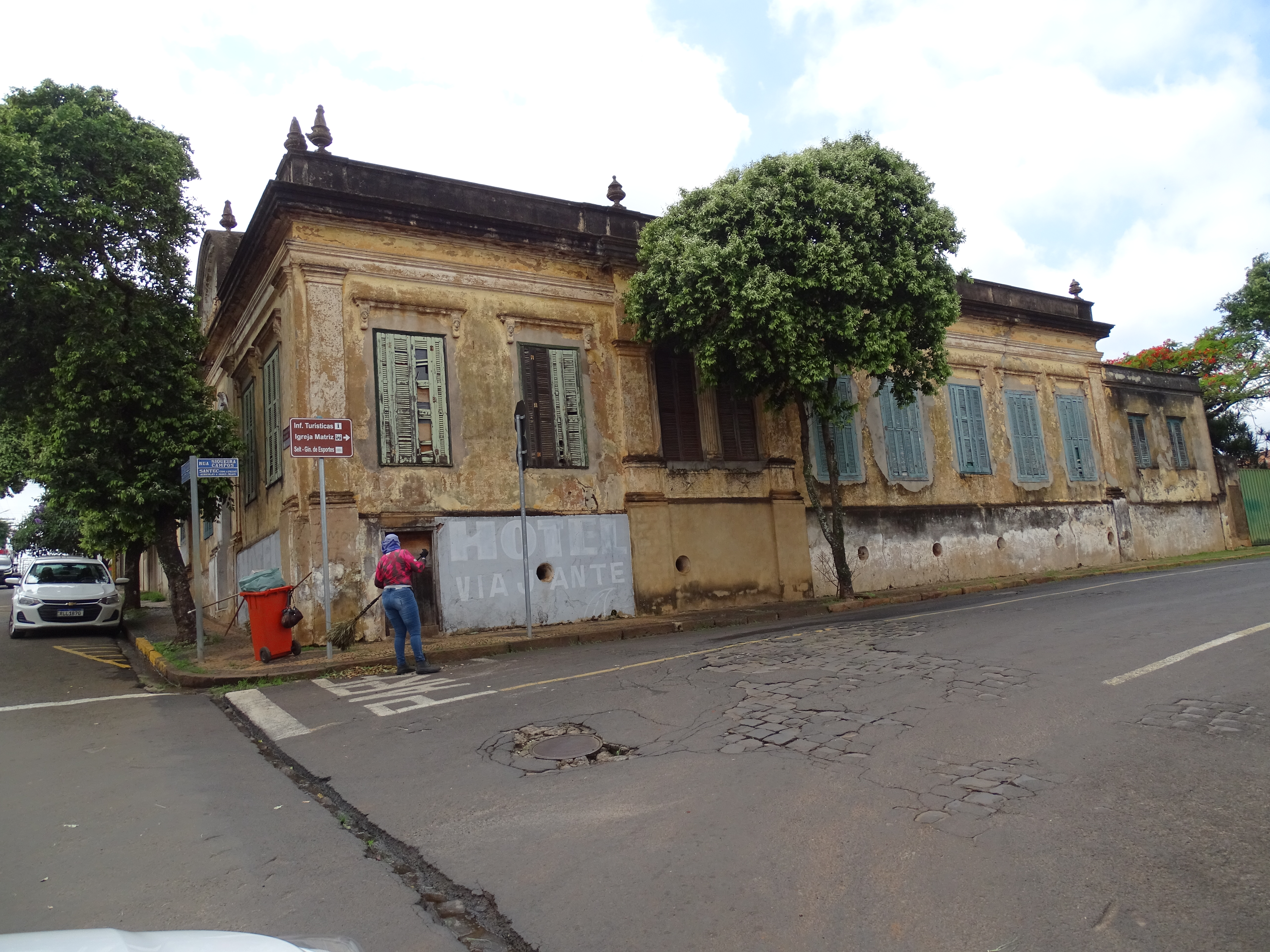
Antigo hotel.

### Eventos
Janeiro
- Festa de São Sebastião

Fevereiro
- Carnaval da Família

Junho
- Cavalaria Antoniana
- Festa de Corpus Christi

Agosto
- Festa São Benedito

Setembro
- Aniversário de Descalvado

Dezembro
- Festa Santa Luzia
- Parada de Natal

### Esportes
- Clube Esportivo e Recreativo Descalvadense.[18]

## Turismo

### Pontos turísticos
- Salto do Pântano

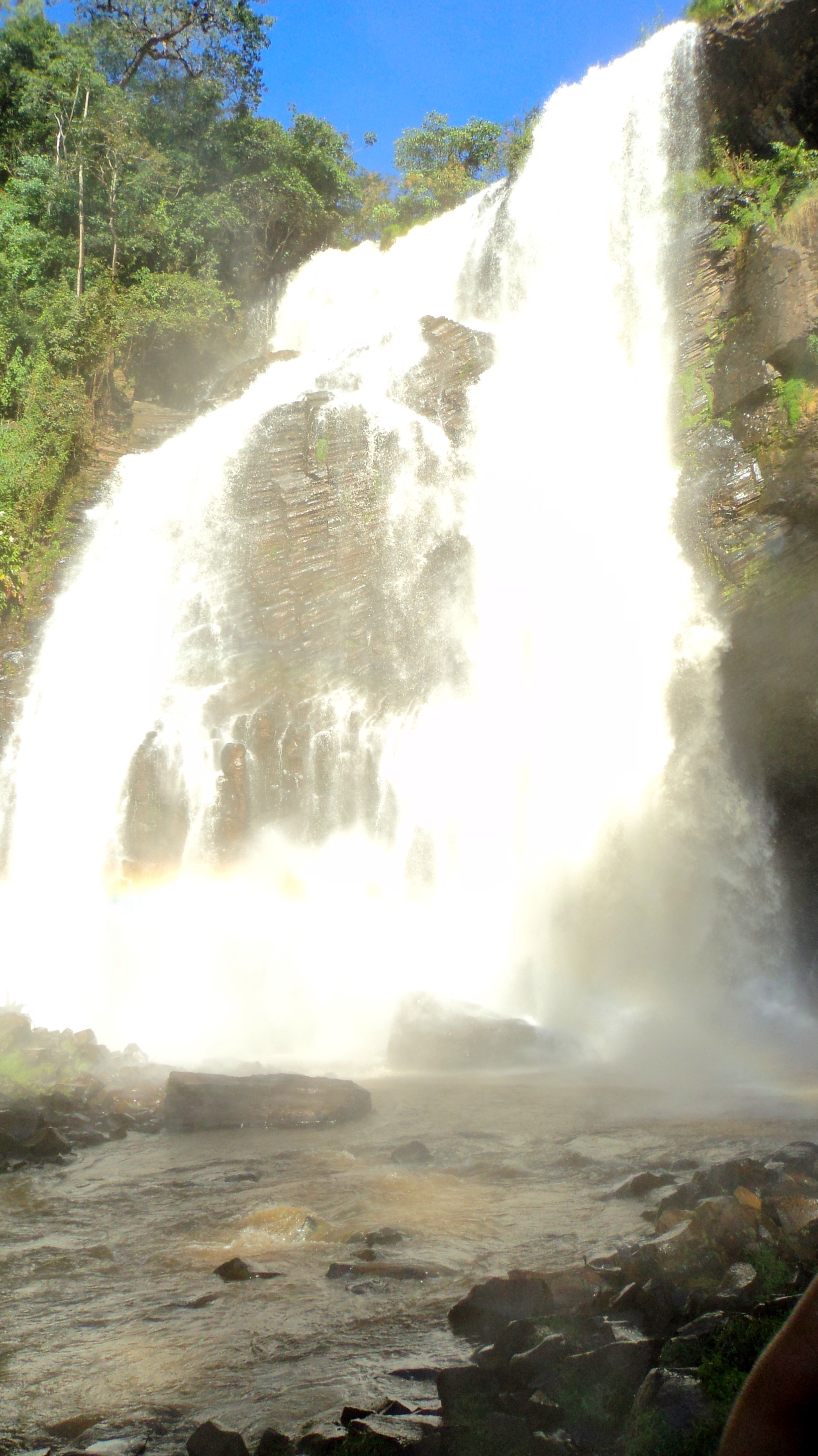
Salto Dom Lino ou Salto do Pântano.

Principal atrativo turístico da cidade localizado a 7 km do centro, a cachoeira possui 42 m de altura e volume de água de 800L/s. A beleza do vale onde se forma a queda d’água e a facilidade de acesso tornam o local uma ótima opção para visitação e prática de esportes de aventura, como rapel e arvorismo.
- Salto do Gasoso

O Salto do Gasoso tem cerca de 20 metros de altitude e fica a poucos quilômetros do Salto do Pântano. A beleza e o volume da queda d’água favorecem a prática de esportes de aventura, além de ser uma ótima opção para visitação.
- Castelo de Almansa

Réplica de um castelo construído na cidade de Almansa, na Espanha, este ponto turístico é um dos mais belos e surpreendentes do município. Além da arquitetura, o prédio conserva também objetos iguais aos encontrados no castelo espanhol, como relógios, esculturas e obras de arte.
- Corredeiras do Pitangui

Localizada no Rio Mogi Guaçu, as corredeiras são ideais para prática de canoagem e "rafting", servindo também para os turistas que querem desfrutar de uma tradicional pescaria.
- Cachoeira dos Índios

A cachoeira, com aproximadamente 12 m de altura, está localizada no bairro do Butiá, distante 6 km do centro da Descalvado. É mais uma opção que o município oferece para visitação e prática de esportes de aventura.
- Rio Mogi Guaçu

Principal afluente do Rio Pardo, o Rio Mogi Guaçu nasce em Minas Gerais e sua foz está localizada no município de Pontal. Em Descalvado, o patrimônio natural é frequentado por turistas em busca de uma bela paisagem e por adeptos da pescaria.

## Religião

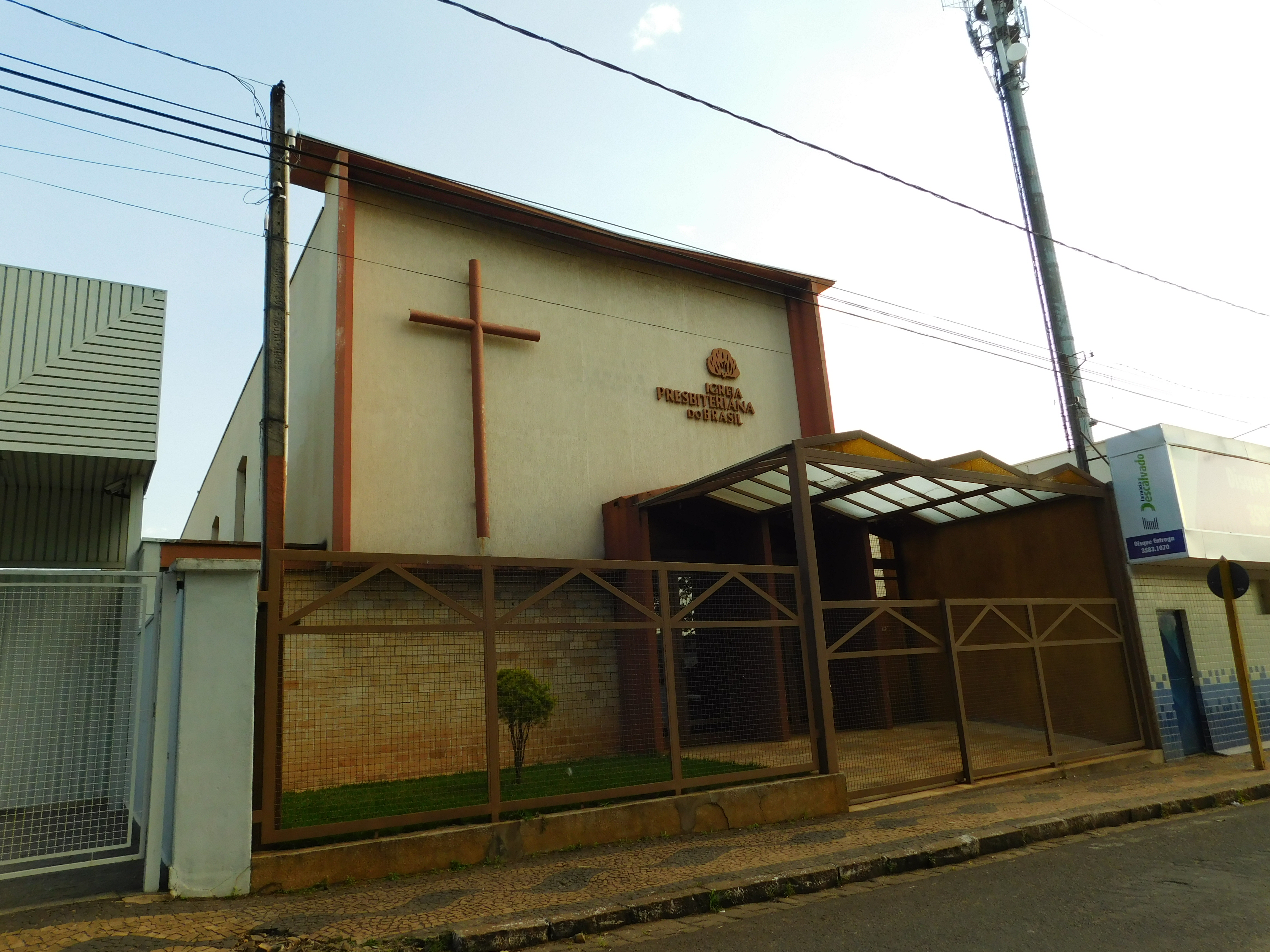
Igreja Presbiteriana do Brasil.

Entre os principais grupos religiosos presentes na cidade, estão: católicos (82,5%); Evangélicos (15,1%) e Espíritas (2,4%).
O Cristianismo se faz presente na cidade da seguinte forma:

### Igreja Católica
- A igreja faz parte da Diocese de Limeira.[21]

### Igrejas Evangélicas
Entre as igrejas protestantes históricas, pentecostais e neopentecostais, encontram-se na cidade:
- Assembleia de Deus Ministério do Belém.[23][24]
- Congregação Cristã no Brasil[25].
- Igreja Presbiteriana do Brasil.